# اتحادیه فوتبال پاراگوئه
اتحادیه فوتبال پاراگوئه (اسپانیایی: Asociación Paraguaya de Futbol‎) نهاد اداره‌کننده مسابقات فوتبال و فوتسال در کشور اکوادور است.
این اتحادیه که در ۱۹۰۶ تأسیس شده عضو کونمبول و FIFA نیز می‌باشد و مقر آن در شهر آسونسیون است.
مسابقات لیگ دسته اول فوتبال پاراگوئه زیر نظر این اتحادیه برگزار می‌شود.